# Mascha ten Bruggencate
Mascha ten Bruggencate (Alkmaar, 23 oktober 1972) is een Nederlandse bestuurder en D66-politica. Sinds 8 juli 2021 is zij burgemeester van Heiloo.

## Opleiding en loopbaan
De in Alkmaar geboren en getogen Ten Bruggencate ging daar van 1985 tot 1991 naar het Murmellius Gymnasium. Van 1991 tot 1997 studeerde zij politicologie aan de Rijksuniversiteit Leiden. Van 1998 tot 2003 werkte zij bij de ING Bank achtereenvolgens als management trainee commercial banking, senior accountmanager mkb en als projectmedewerker. In 2004 studeerde zij Mandarijn aan de Jiaotong-universiteit van Shanghai. Van 2004 tot 2005 werkte zij als sales representative bij Benelux Diamonds in Antwerpen en van 2005 tot 2009 als hoofd commercial banking bij de Fortis Bank in Shanghai.
In 2009 werd Ten Bruggencate projectmanager Basel II bij de Fortis Bank en van 2010 tot 2012 was zij projectmanager business transition bij de ABN AMRO. Van 2015 tot 2016 was zij programmamanager duurzaam ondernemen (ad interim) bij Stichting DOEN en van 2016 tot 2018 was zij senior auditor bij het Centraal Bureau Fondsenwerving (CBF). Naast haar politieke loopbaan was zij actief als secretaris van de Stichting Unesco Werelderfgoed Nederland en als toezichthouder van de Raphaëlstichting en de Nederlandse Stichting voor het Gehandicapte Kind (NSGK).

## Politieke loopbaan
Ten Bruggencate was namens D66 van 2010 tot 2014 lid van de deelgemeenteraad van de voormalige deelgemeente Amsterdam-Centrum. Van 2014 tot 2018 was zij namens D66 lid van de gemeenteraad en vicefractievoorzitter van Amsterdam. Van 2018 tot 2021 was zij namens D66 stadsdeelvoorzitter van het stadsdeel Amsterdam-Centrum en had zij in haar portefeuille Veiligheid, OOV, Evenementen en gemandateerde burgemeesterbevoegdheden, Handhaving, Zorg, Welzijn en Onderwijs, Cultuur, Dienstverlening, Monumenten en Werelderfgoed, Gebiedsgericht werken en Sport.
Op 25 mei 2021 werd Ten Bruggencate door de gemeenteraad van Heiloo aanbevolen als nieuwe burgemeester, als opvolger van Hans Romeyn die per 1 juni van dat jaar vertrok. Op 25 juni van dat jaar werd bekend dat de minister van Binnenlandse Zaken en Koninkrijksrelaties haar heeft aanbevolen voor benoeming bij koninklijk besluit met ingang van 8 juli 2021. Op die dag vonden ook de beëdiging en installatie plaats. In Amsterdam werd ze opgevolgd door Dehlia Timman.

## Persoonlijk
Ten Bruggencate is gehuwd.